# Sabiniano di Troyes
Sabiniano di Troyes (Samo, ... – Rilly-Sainte-Syre, 275) è stato un martire della Chiesa cristiana del III secolo.

## Agiografia
Sabiniano, fratello di santa Sabina (o Sabrina), era originario dell'isola di Samo.
Studiando rimase affascinato dal Cristianesimo e volendosi convertire, ma temendo l'ira del padre, lasciò il suo paese e si trasferì in Gallia.
Qui venne battezzato da san Patroclo di Troyes.
Dopo il martirio del santo, si dedicò lui stesso all'evangelizzazione, battezzando i pagani nel fiume Senna.
Mori torturato e decapitato sotto l'imperatore Aureliano a Rilly-Sainte-Syre vicino a Troyes.

## Culto
È venerato dalla Chiesa cattolica come santo.
Dal Martirologio Romano al 24 gennaio: "Nel territorio di Troyes in Gallia Lugdunense, nell'odierna Francia, san Sabiniano, martire".